# Rubbestadneset
Rubbestadneset es una localidad del municipio de Bømlo en la provincia de Hordaland, Noruega. Se ubica en una península al este de la isla de Bømlo, 6 km al este de Svortland. El estrecho Stokksundet está el este y el Innværfjorden al sur y este. En el 2013 tenía 1205 habitantes en una superficie de 1 km². Es la tercera área urbana más grande del municipio. La compañía constructora de motores Wichmann Diesel nació en la localidad. La escuela secundaria de Rubbestadnes tiene su sede en la villa.